# Itaguajé
Itaguajé est une municipalité brésilienne située dans l'État du Paraná.